# Засекин, Григорий Осипович Зубок
Князь Григо́рий О́сипович Засе́кин по прозвищу Зубок (около 1550 — 1592) — государственный деятель, первый воевода городов-крепостей на Волге — Самары (1586), Царицына (Волгограда, 1589) и Саратова (1590).

## Семья
Князь Григорий Осипович Засекин происходил из древнего рода князей Ярославских — Засекиных.
Отец — Осип (Иосиф) Васильевич был по меркам того времени весьма небогатым человеком. В разрядных книгах имя Осипа Засекина не встречается. Он был освобождён от военной службы. Других биографических сведений о нём тоже не сохранилось.

## Биография

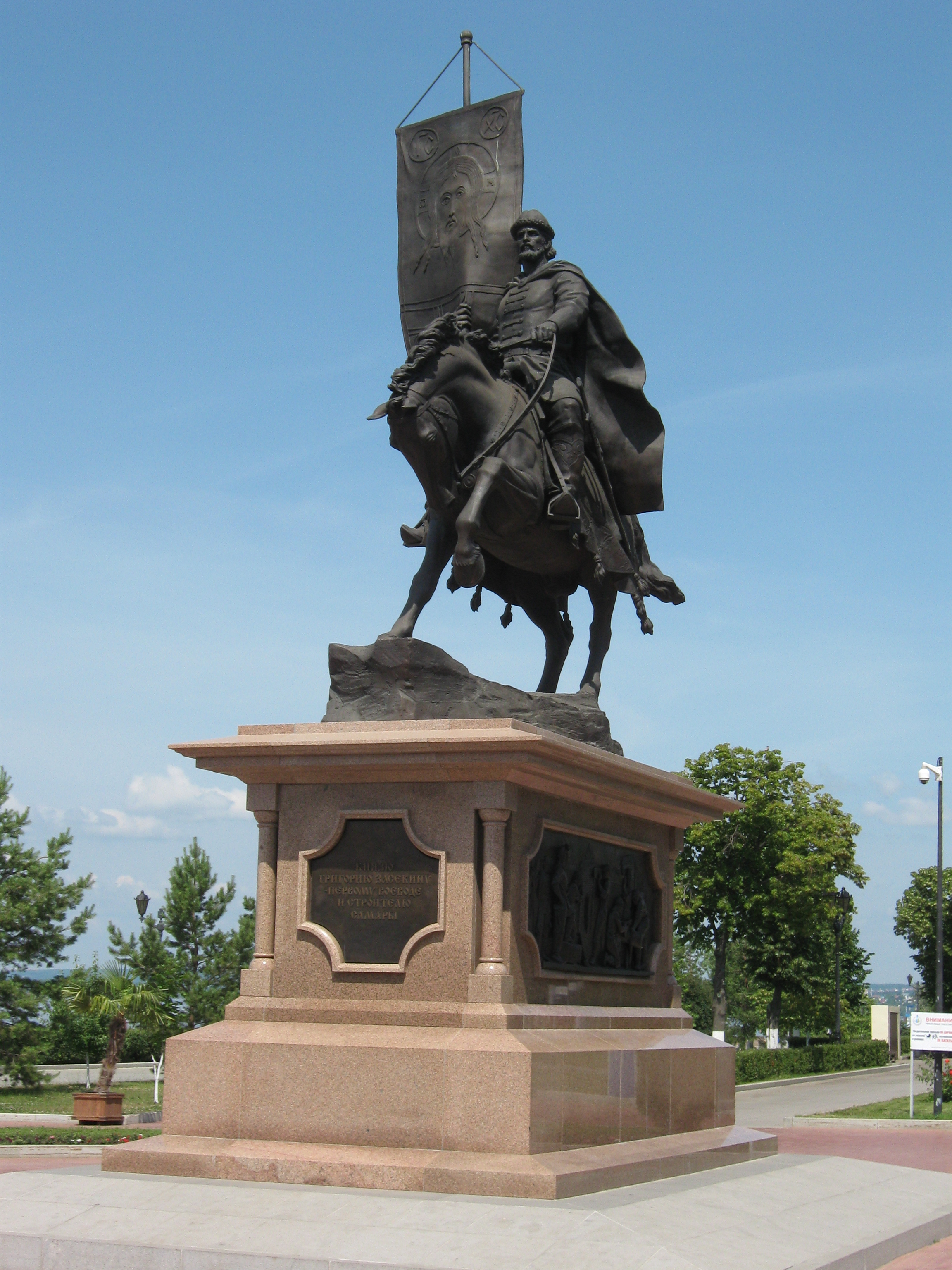
Памятник Засекину в Самаре

Точная дата рождения Григория Осиповича Засекина неизвестна, однако можно предположить, что он начал свою военную службу в возрасте около пятнадцати лет, что являлось нормой того времени для молодых дворян. Первые упоминания о нём как об «осадном голове» (одно из начальствующих лиц гарнизона крепости во время её осады) появляются в разрядных книгах в начале 70-х годов XVI века. В документах того времени упоминание о нём встречается под прозвищем Зубок, так как ранее никто из Засекиных такого прозвища не имел, можно предположить, что это прозвище им было получено ещё в детстве. По-видимому, Григорий Засекин свою службу начинал в северо-западном или западном пограничье России, где он впоследствии и служил в соответствии с имеющимися документами головой и младшим воеводой.
Первые его действия в качестве головы связаны с русско-шведской войной 1570—1595 годов. Военную службу князь Засекин нёс в крепости Корела приблизительно с 1574—1575 года по 1579 год с небольшими перерывами. Здесь вместе с ним служил его двоюродный брат И. А. Засекин-Солнцев. В 1577 году Засекин несёт свою службу в крепости Орешек. В 1577 году он участвует в Ливонском походе. Осенью 1577 года на короткий срок Григорий Засекин и И. А. Засекин-Солнцев назначаются младшими воеводами в одном из захваченных во время войны городке — Трикатене.
В середине лета 1579 года Григорий Засекин участвовал в походе русских войск под командованием бывшего корельского воеводы М. А. Безнина за Двину, который преследовал разведывательные цели. Начало этого похода оказалось успешным для русских войск, и Григорий Засекин был послан с личным донесением к царю Ивану Грозному о победе, за что он получил от царя в награду «копейку золотую». Однако после поражений, полученных русскими войсками под Полоцком, отряд М. А. Безнина вернулся в Россию. 

Памятник в Волгограде

В дальнейшем Г. О. Засекин и И. А. Засекин-Солнцев были направлены для прохождения службы на южные рубежи российского государства, к Дикому Полю, в Приволжье, где и проявился в полной мере военный и организаторский талант князя Григория Осиповича Засекина — первого воеводы городов-крепостей на Волге — Самара (1586—1587), Переволок (позднее получивший название Царицын, 1589, совместно с Романом Алферьевым и Иваном Нащокиным) Саратов (1590).
В 1590 году участвовал в осаде Нарвы в ходе русско-шведской войны. В 1591 году был на Тереке, где с несколькими воеводами помогал грузинскому царю Александру против Шамхала. Умер в 1592 году.

## Увековечение памяти
Именем Григория Засекина назван информационно-экспертный портал Zasekin.ru, работающий в Самарской области с весны 2012 года, созданный социологом Дмитрием Лобойко.
Память князя Григория Засекина увековечена названием одной из улиц в старой части города Самары (переименована из Карбюраторной) и города Волгограда в районе микрорайона Горная Поляна Советского района.
4 ноября 2009 года в городе Волгограде на пересечении главной улицы города проспекта им. В. И. Ленина и ул. Порт-Саида установлен памятник Григорию Засекину.
12 сентября 2014 года в городе Самаре на Полевом спуске волжской набережной был установлен конный памятник князю Григорию Засекину.
16 мая 2019 года памятник основателям Саратова Григорию Засекину и Фёдору Турову установлен на углу улиц Лермонтова и Московской города Саратова.